# Glycyphana papua
Glycyphana papua är en skalbaggsart som beskrevs av Wallace 1867. Glycyphana papua ingår i släktet Glycyphana och familjen Cetoniidae.

## Underarter
Arten delas in i följande underarter:
- G. p. fallaciosa
- G. p. pulchra
- G. p. magnifica
- G. p. louisiadica
- G. p. superba